# Quatuor du Théâtre du Bolchoï
Le Quatuor du Théâtre du Bolchoï (également connu internationalement sous le nom de Bolshoi Theatre Quartet) est un quatuor à cordes soviétique fondé en 1931 et dissous en 1968.

## Historique
Le Quatuor du théâtre du Bolchoï est un quatuor à cordes fondé à Moscou en 1931 par quatre solistes de l'Orchestre du Théâtre Bolchoï, Isaac Zhuk au premier violon, Boris Veltman au second violon, Morits Gurvich à l'alto et Isaak Buravsky au violoncelle.
L'ensemble se produit en concert pour la première fois le 11 décembre 1931 et se fait connaître grâce à ses concerts régulièrement diffusés par la radio soviétique.
En 1936, le Quatuor du théâtre Bolchoï est lauréat en compagnie du Quatuor Komitas du 1er prix du Concours des Compositeurs de l'Union. Dmitri Chostakovitch, qui apprécie les membres de la formation pour la qualité de leur culture musicale, se produit plusieurs fois avec eux au piano pour interpréter son Quintette avec piano.
En mars 1945, le Quatuor crée avec Emil Gilels le Quintette op. 18 de Mieczysław Weinberg. Du même compositeur, l'ensemble est dédicataire et créateur l'année suivante du Quatrième quatuor op. 20.
En 1957, Galli Matrosova intègre la formation au pupitre d'alto.
En 1968, le Quatuor est dissous.

## Discographie
Le legs discographique du Quatuor du Théâtre du Bolchoï comprend de nombreux enregistrements, pour la plupart consacrés aux compositeurs russes des XIXe et XXe siècles tels Alexandre Borodine, Reinhold Glière, Nikolaï Miaskovski ou Sergueï Taneïev.
Dans leurs gravures des années 1950, les membres de l'ensemble sont souvent associés à des artistes prestigieux, à l'image de Rudolf Barchaï et Sviatoslav Knouchevitski pour le Sextuor à cordes de Borodine et le Quintette à cordes de Glazounov, Maria Grinberg pour le Quintette de Borodine, Roza Tamarkina pour les Quintettes de Brahms et de Taneïev, Bella Davidovitch pour le Quintette de Schumann et Sviatoslav Richter pour le Quintette de Franck.
Pour le label Melodiya, le Quatuor du Théâtre du Bolchoï a également enregistré des quatuors de Beethoven (Opus 18 no 5 et Opus 95 et Opus 127), Haydn (Opus 77 no 1), Mozart (K. 421 et K. 590), Saint-Saëns (Opus 112), Debussy, Dvořák (Opus 34), Mendelssohn (Opus 44 no 2), Smetana (« De ma vie ») et Tchaïkovski (no 2).